# Cerro Jaibita
El Cerro Jaibita (10°29′52″N 67°42′17″O / 10.497872, -67.70477) es una formación de montaña que forma parte de la falda norte del Parque nacional Henri Pittier al este de Ocumare de la Costa, Venezuela. El Cerro Jaibita es continuidad de la vertiente Este del cerro Campo Traviesa y hace proyección con el Mar Caribe por medio de los acantilados de Punta Galindo. Su falda oeste contiene un trayecto importante de la carretera a Cata en el Este del municipio Ocumare de la Costa de Oro. 

## Ubicación
El Cerro Jaibita es parte del límite norte de la Parroquia Ocumare de la Costa entre la comunidad de Ocumare y Cuyagua. Colinda hacia el Este con el valle de Cuyagua de la fila montañosa que culmina en la playa Uricaro. Hacia el Sur se continúa hasta el parque nacional Henri Pittier.

## Topografía
Las características topográficas son clásicas de los picos y montañas de la falda norte del Parque Henri Pittier con una elevación larga y estrecha y los lados empinados, con una cresta más o menos continua que culmina en el Mar Caribe. La vegetación se caracteriza por la mezcla de bosques caducos montañosos y nublados que acaban en el ecotono tropófilo, el cual sustituye los antiguos bosques caducos destruidos por el hombre, principalmente por la quema de los cerros. El cerro Jaibita es parte de un sector montañoso entre 3500 y 4000 hectáreas que se clasifican dentro de una ocurrencia de incendio que es casi nula o con una frecuencia mayor de dos años entre incendios. No obstante deben estar sujetas a medidas de control y vigilancia, ya que de esta zona depende la sustentabilidad de la hidrología, fauna y bosque del parque nacional Henri Pittier.